# Callionymus hainanensis
 Callionymus hainanensis és una espècie de peix de la família dels cal·lionímids i de l'ordre dels cipriniformes que es troba a la Xina.